# 大西洋大厦 (汉堡)
大西洋大厦（Atlantic-Haus）是德国汉堡圣保利区的一座高层办公大楼，高88米，由慕尼黑建筑师托马斯·赫尔佐格设计，于2007年完工， 大西洋大厦是汉堡的“Hafenkrone”高层建筑群的一部分，介于圣保利码头和绳索街地区之间。